# Oteana moana
Oteana moana är en insektsart som beskrevs av Hoch 2006. Oteana moana ingår i släktet Oteana och familjen kilstritar. Inga underarter finns listade i Catalogue of Life.